# USCGC Healy (WAGB-20)
USCGC Healy (WAGB-20) – największy i najbardziej zaawansowany technologicznie lodołamacz Stanów Zjednoczonych. Został sklasyfikowany przez U.S. Coast Guard jako średniej wielkości lodołamacz. Jego portem macierzystym jest Seattle. Zwodowany w 1999 roku. 5 września 2015 roku został pierwszą amerykańską jednostką, która była w stanie samodzielnie dopłynąć na Biegun północny. Obecnym kapitanem jest Jason Hamilton, który dowodzenie nad USCGC „Healy” objął w czerwcu 2015 roku.

## Budowa
„Healy” został zbudowany przez Avondale Industries w Nowym Orleanie. Został nazwany na cześć kapitana Michaela A. Healy. Konstrukcja szkieletu została rozpoczęta 16 września 1996 roku. 10 listopada 1999 roku „Healy” został zwodowany w Seattle i dołączył do lodołamaczy USCGC „Polar Star” (WAGB-10) i USCGC „Polar Sea” (WAGB-11). 26 stycznia 2000 roku „Healy” wyruszył na rejs próbny do San Juan i na Morze Baffina. Przybił z powrotem do portu w Seattle 9 sierpnia 2000 roku po udanej przeprawie przez Przejście Północno-Zachodnie.

## Projekt

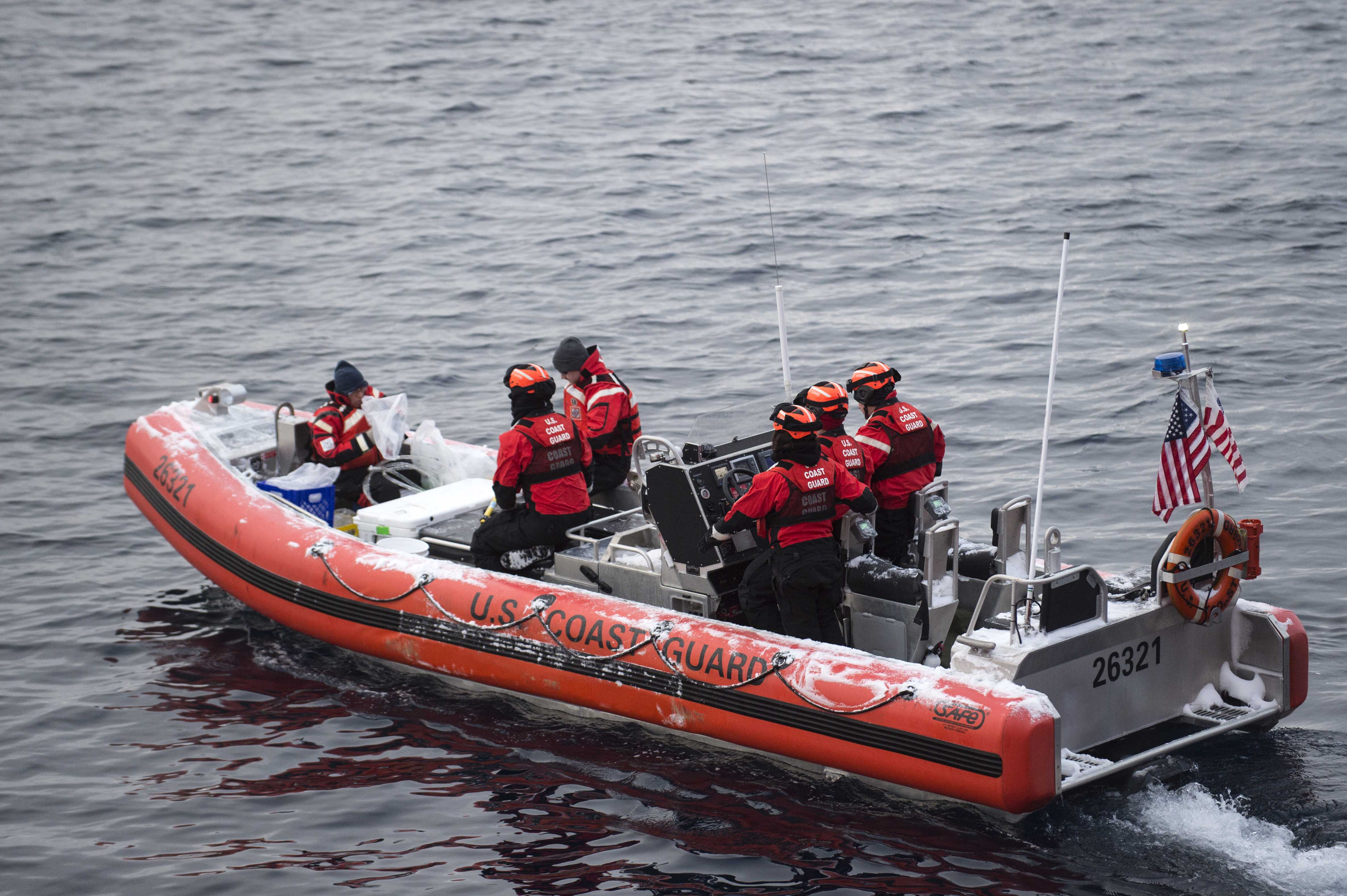
Pobieranie próbek wody na Oceanie Arktycznym w lecie 2015 r.

„Healy” został zaprojektowany tak, aby bardzo nieliczna załoga była w stanie obsłużyć go w bezpieczny sposób. Ze względu na szeroki zakres wykonywanych misji, istotne jest, aby załoga była w pełni wykwalifikowana do pełnienia licznych obowiązków.
„Healy” ma 2 dźwigi bramowe (na rufie i na sterburcie). Ponadto po obu stronach rufy są żurawie o udźwigu 14 ton (od sterburty) i 4,5 tony (od bakburty)
Pokład od strony rufy jest wystarczająco duży do prowadzenia badań naukowych. Maksymalny udźwig żurawia na dziobie statku to 2,7 tony. Ponadto „Healy” ma 2 żurawie towarowe o udźwigu 15 ton.
System DPS wykorzystujący stery strumieniowe jest pomocny podczas nawigacji i prowadzenia prac badawczych. Lądowisko i hangar są w stanie pomieścić 2 helikoptery klasy HH-65.
Ponadto „Healy” jest w stanie pomieścić 8 kontenerów, którymi zwykle są laboratoria i stacje robocze. Na sterburcie znajduje się dwunastometrowa łódź do badań arktycznych. Oprócz niej na obu burtach są dwie łodzie hybrydowe (o długości 7,9 m).

## Możliwości

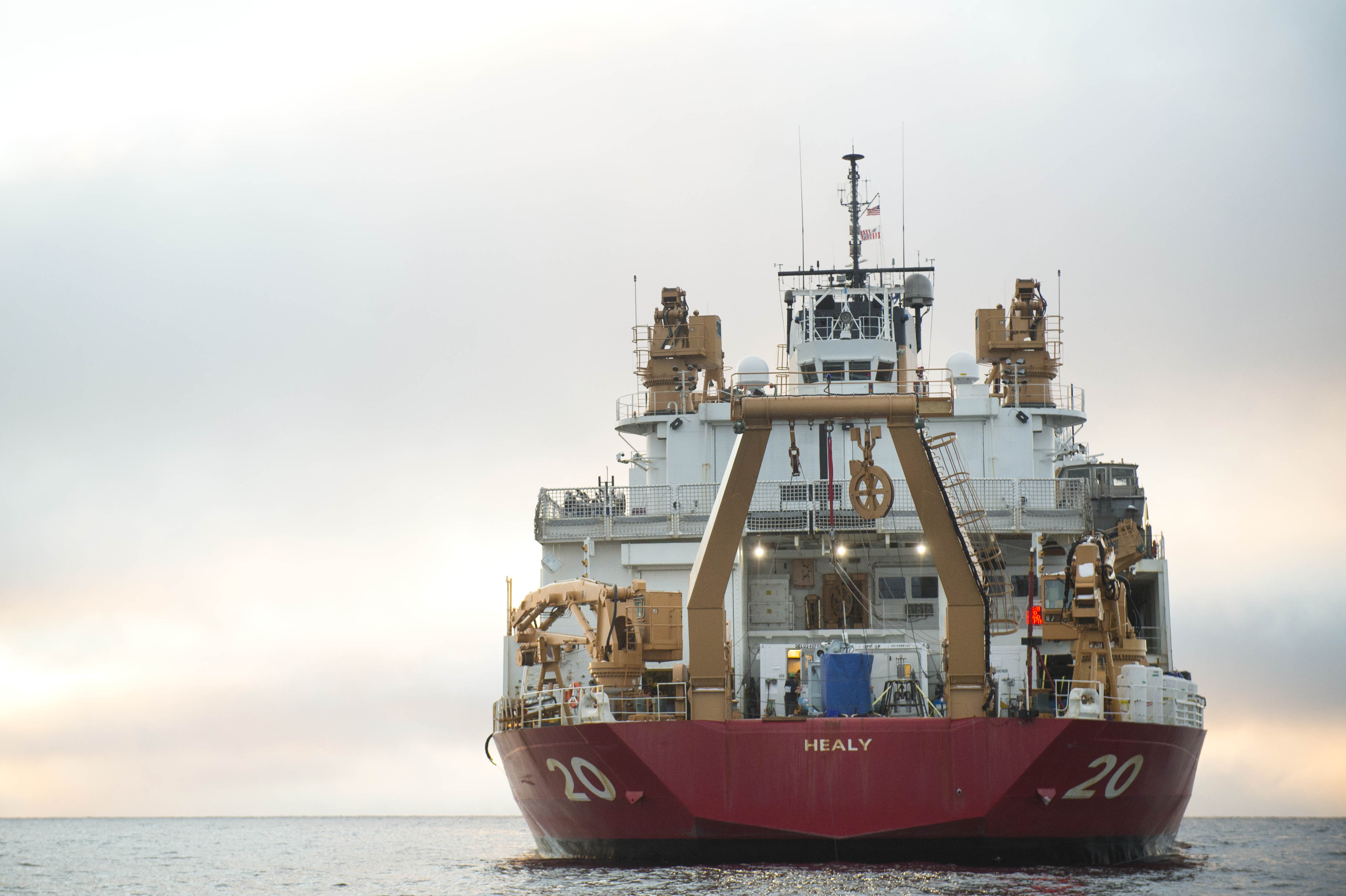
USCGC „Healy” – widok od strony rufy.

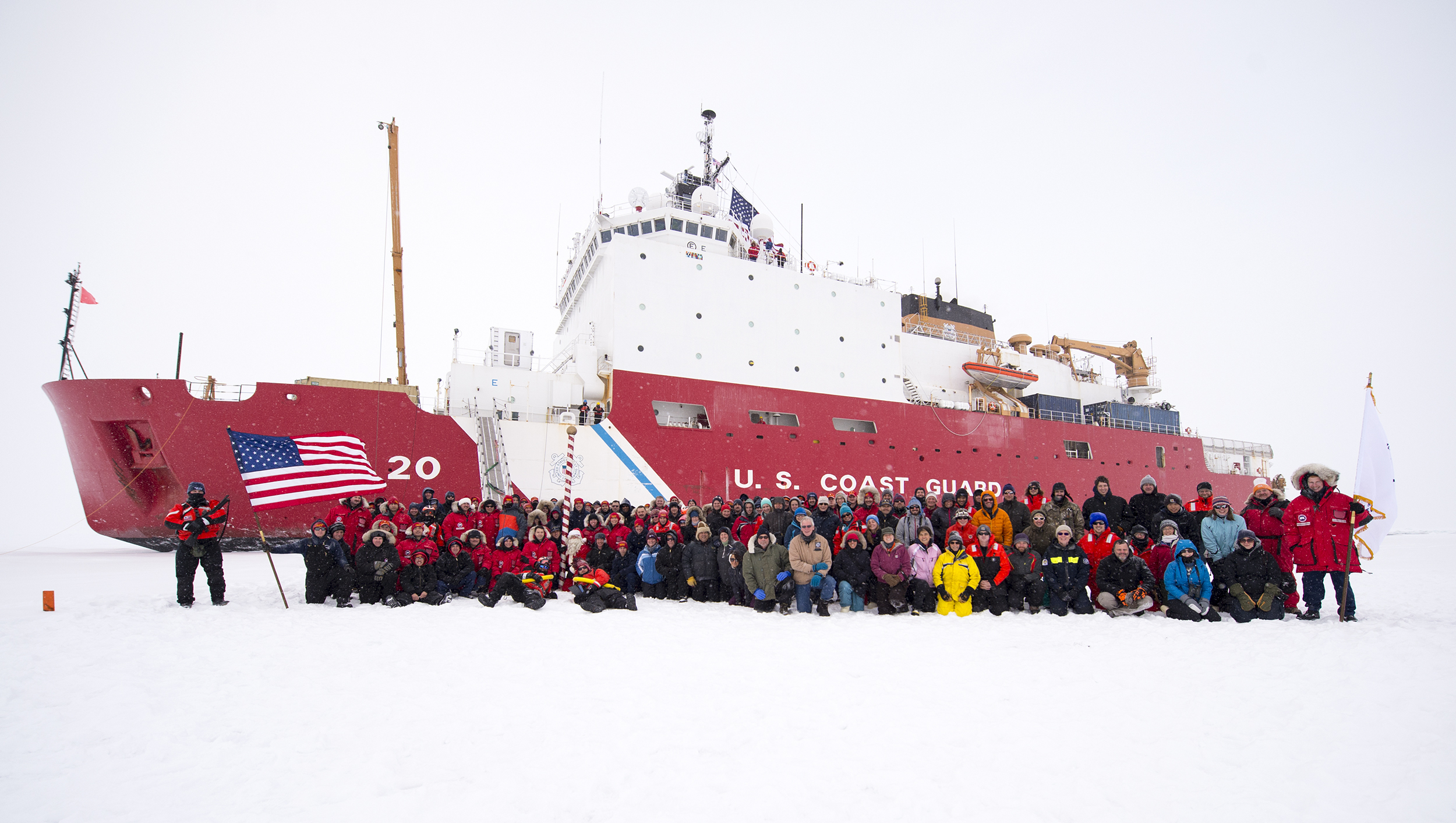
„Healy” i ekipa Geotraces. Fotografia wykonana na biegunie północnym 7 września 2015 r. „Healy” osiągnął biegun 5 września. Jest pierwszym okrętem USA, który samodzielnie pokonał tę trasę.

„Healy” ma ponad 390 m² przestrzeni laboratoryjnej, bogatą aparaturę pomiarową i kajuty mogące pomieścić do 50 naukowców. Może pokonywać pokrywę lodową o grubości do 1,4 metra poruszając się ze stałą prędkością trzech węzłów (5,6 km/h). Taranując może łamać lód do grubości trzech metrów. Może pracować w niskich temperaturach do -46 °C.
„Healy” uczestniczy w misjach eskortowych, ekologicznych, ratowniczych i poszukiwawczych.

## Otrzymane wyróżnienia i nagrody
- 29 października 2015 r.: Nagroda Coast Guard Unit Commendation za  służbę w okresie 24 lipca – 29 października 2015 roku[10]. „Healy” pokonał ponad 16 000 mil, pobrał ponad 25 000 próbek wody i lodu z 72 stacji naukowych, samodzielnie dopłynął na biegun północny. Wspólnie z niemieckim lodołamaczem „Polarstern” pomagał podczas prac naukowych Geotraces. Jest pierwszą jednostką, która transmitowała na żywo strumień wideo misji ratunkowej koordynatorom na lądzie[11].

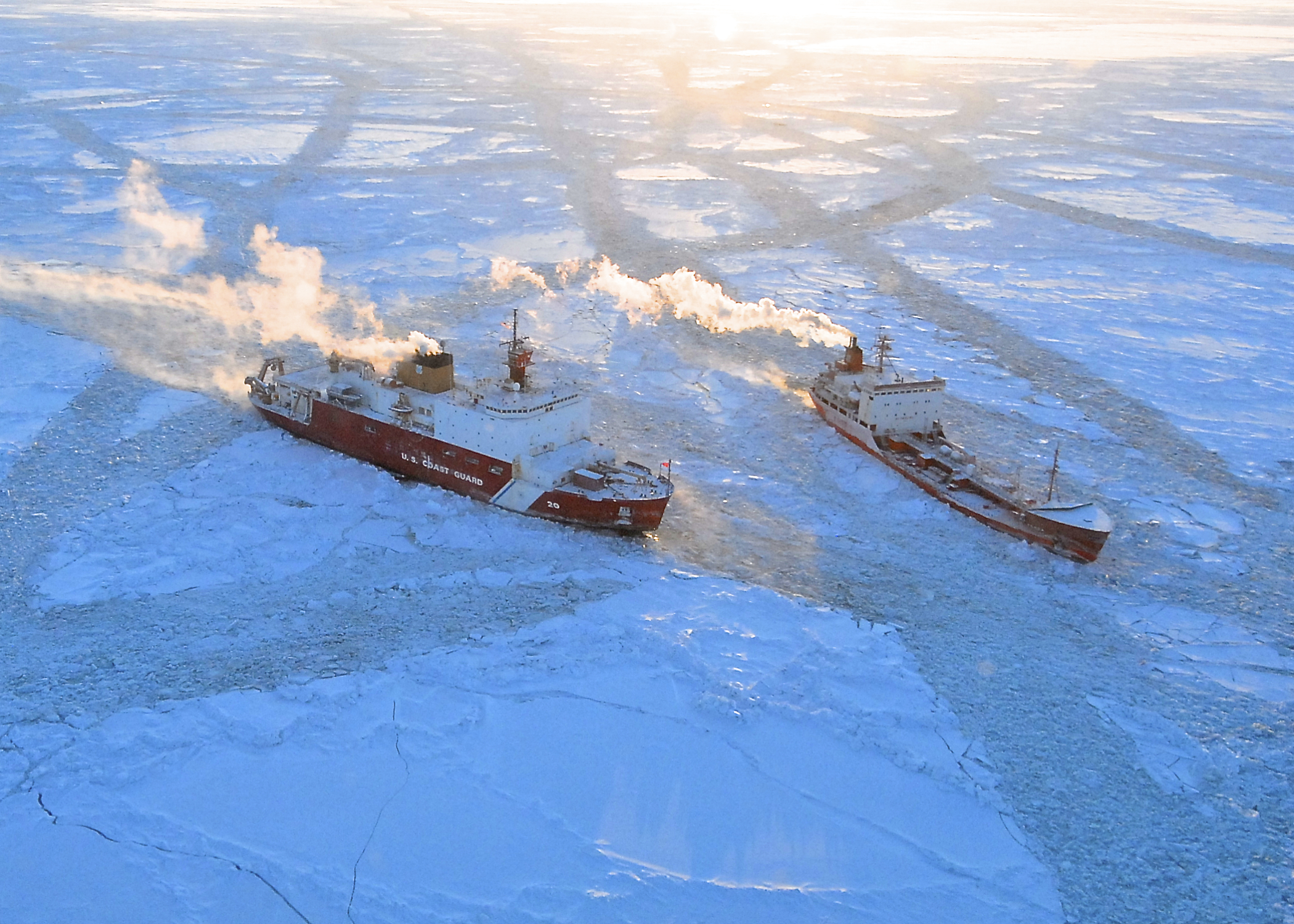
„Healy” eskortuje „Rendę” przez Morze Beringa w styczniu 2012 r.

- 10 kwietnia 2012 r.: Nagroda Coast Guard Unit Commendation za służbę w okresie 3 stycznia – 5 lutego 2012 roku, kiedy eskortował tankowiec podczas bardzo trudnych, zimowych warunków do Nome. W listopadzie 2011 roku silny, zimowy sztorm uderzył w wybrzeże Alaski, uniemożliwiając dostawę niezbędnego paliwa do Nome. „Healy”, opóźniając swój powrót z półrocznej, arktycznej misji, przeprowadził rosyjski tankowiec MT „Renda” do Nome. „Healy” eskortował „Rendę” przez ponad 300 mil w ekstremalnie trudnych warunkach. Po ciężkiej podróży „Renda” dostarczyła do Nome długo oczekiwany transport paliwa. 29 stycznia „Healy” i „Renda” wróciły z Nome. Była to pierwsza w historii zimowa dostawa paliwa na zachodnie wybrzeże Alaski[12].
- 20 stycznia 2010 r.: Nagroda Coast Guard Coast Guard Meritorious Unit Commendation za służbę w okresie 6 sierpnia – 16 września 2009 roku, kiedy pomógł w prowadzonej przez USA i Kanadę misji. „Healy” i CCGS „Louis S. St-Laurent” pokonały o 150 mil na północ dalej niż wstępnie planowano. Pobrane zostało ponad 450 kg próbek geologicznych.
- 16 lipca 2008 r.: Nagroda Coast Guard Meritorious Unit Commendation za badania naukowe na morzu Beringa przeprowadzone w okresie od kwietnia 2007 do lipca 2008 roku[13].
- 7 maja 2003 r.: Nagroda Coast Guard Unit Commendation za przeprowadzenie operacji Deep Freeze (styczeń – kwiecień 2003 r.). W tym okresie USCGC „Healy” i USCGC „Polar Sea” dostarczyły zapasy do stacji McMurdo.
- 23 stycznia 2002 r.: Nagroda Coast Guard Meritorious Unit Commendation za służbę w okresie 12 lipca – 21 grudnia 2001 roku. Podczas misji Arctic East „Healy” zmapował ponad 1700 km Grzbietu Gakkela. Odkryto wtedy 12 nieznanych wcześniej wulkanów, liczne kominy hydrotermalne, pobrano 8 ton próbek materiału skalnego.
- Wyróżnienie US Coast Guard E Ribbon – za służbę w okresie 4 lutego 2012 – 19 listopada 2014 roku.

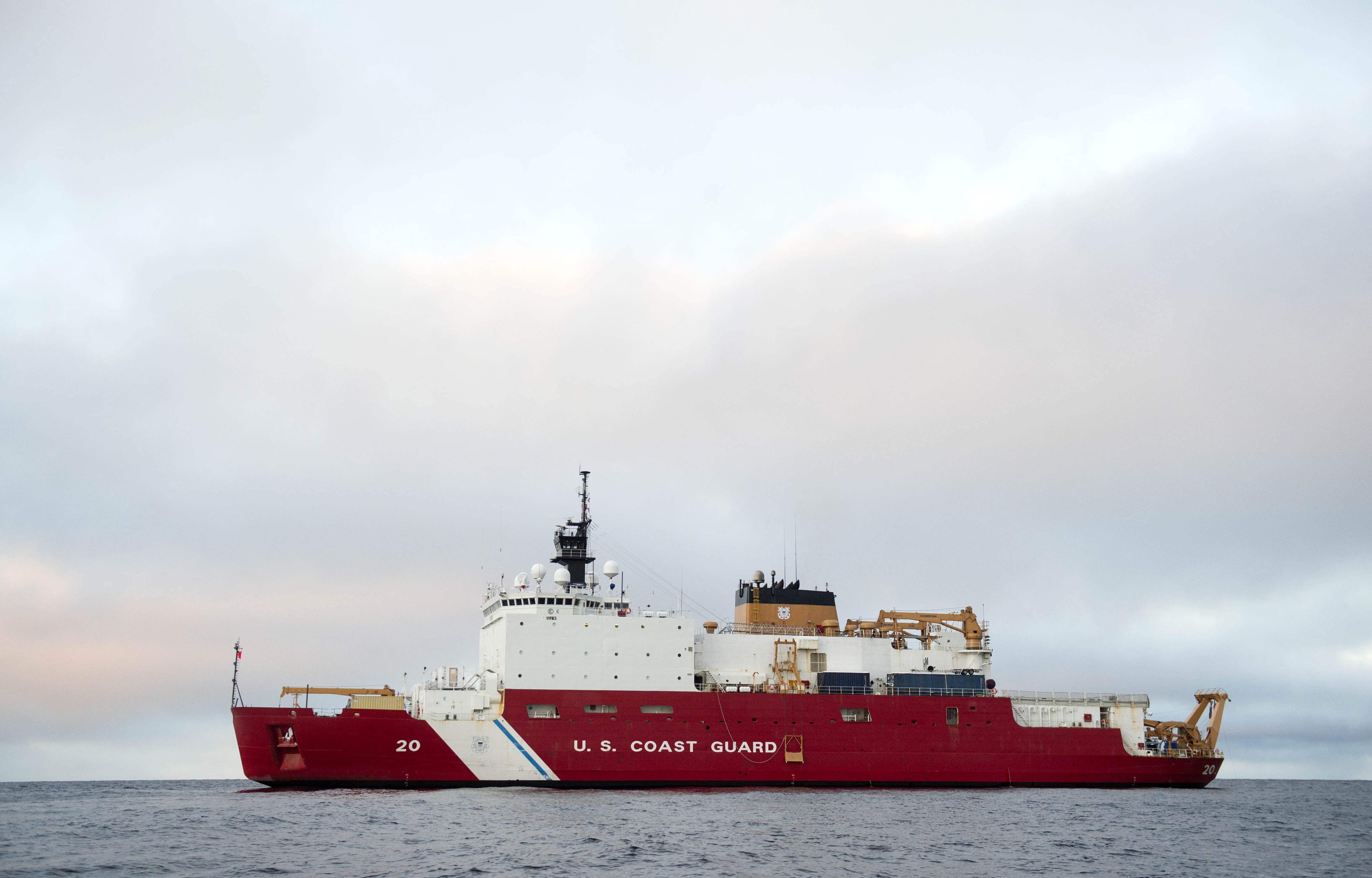
USCGC „Healy” na Oceanie Arktycznym

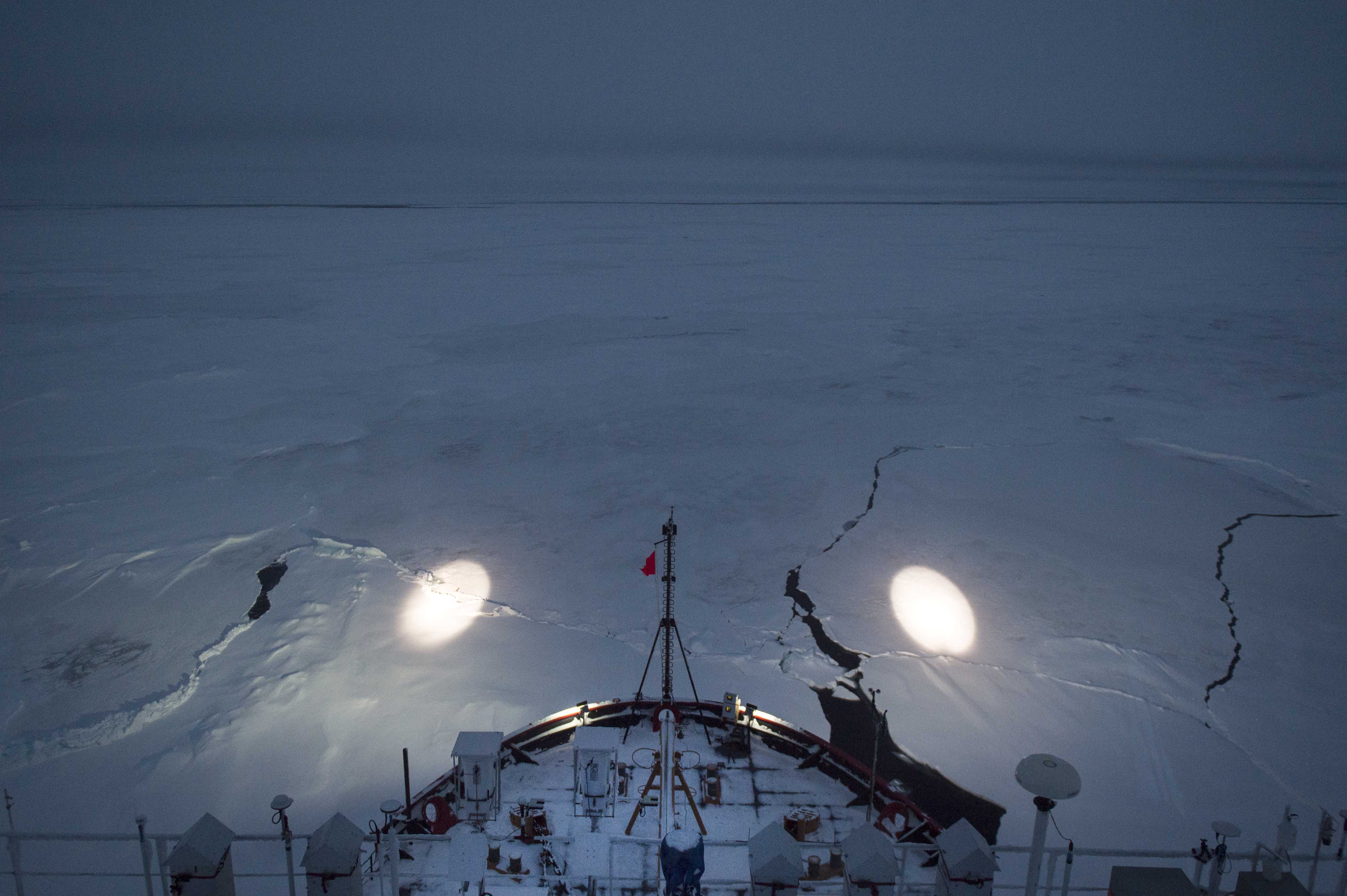
Nocą na Oceanie Arktycznym

## Wypadek
17 sierpnia 2006 roku porucznik Jessica Hill i oficer Stephen Duque zmarli podczas nurkowania w Oceanie Arktycznym. Planowo mieli zejść na głębokość do sześciu metrów, jednak wyniki autopsji Jessiki Hill wskazały na to, że osiągnęła ona głębokość 61 metrów. Nurkowie byli instruowani przez niewykwalifikowany personel na powierzchni, z którego nikt wcześniej nie miał do czynienia z nurkowaniem w zimnych wodach Oceanu Arktycznego. Nie zostały wyjaśnione przyczyny, dla których pozwolono nurkom zejść na tak dużą głębokość.